# Speyeria canadensis
Speyeria canadensis är en fjärilsart som beskrevs av Dos Passos 1935. Speyeria canadensis ingår i släktet Speyeria och familjen praktfjärilar. Inga underarter finns listade i Catalogue of Life.